# Vassiliko
Vassiliko  (in greco: Βασιλικό - Vasilikó) è un porto industriale situato a circa 30 chilometri a Est di Limassol.

## Caratteristiche
Non ha un settore turistico ed è utilizzato prevalentemente dalla vicina cementeria di Vassiliko per l'importazione delle materie prime e l'esportazione di cemento e di clinker prodotti dalla stessa cementeria, la quale è anche responsabile della movimentazione e della gestione del porto.
Circa il 20% dell'attività del porto è destinata alla importazione/esportazione di prodotti bulk di o per conto di aziende cipriote.